# Philippe Goddin
Philippe Goddin (Brussel, 27 mei 1944) is een schrijver van meerdere boeken over de stripreeks De avonturen van Kuifje en zijn tekenaar Hergé (1907-1983). Hij was secretaris van de Fondation Hergé (Hergé Stichting) van 1989 tot en met 1999. Hij wordt beschouwd als een van de grootste Kuifjekenners.

## Boeken
Zijn reeks uitgaven over de Kuifjestrips bevat het boek Hergé and Tintin, Reporters, evenals de biografie Hergé: lignes de vie. Zijn magnum opus is het zeven delen en 2890 pagina's tellende Hergé – Chronologie d'une oeuvre (Hergé – Chronologie van zijn werk).
Zijn studie over De avonturen van Kuifje is in drie delen in het Engels gepubliceerd onder de titel The Art of Hergé, Inventor of Tintin en is in het Nederlands uitgegeven als De Kunst van Hergé, schepper van Kuifje.